# Emily Hahn
Emily Hahn (14 de enero de 1905 – 18 de febrero de 1997) fue una periodista y escritora estadounidense. Autora de 54 libros y más de 200 artículos y cuentos, fue llamada un tesoro literario americano olvidado por la revista The New Yorker. Sus novelas en el siglo XX jugaron un papel importante en la apertura a Occidente de Asia y África. Sus múltiples viajes a lo largo de su vida y su amor por los animales influyó mucho de su escritura. Después de vivir en Florencia y Londres a mediados de los años veinte, viajó al Congo Belga y recorrió a pie el África Central en la década de los años treinta. En 1932 viajó a Shanghái, donde estuvo dando clases de inglés durante tres años y se vinculó a personalidades como las hermanas Soong y el poeta chino Sinmay Zau.

## Primeros años
Emily Hahn nació en San Luis, Misuri el 14 de enero de 1905. Fue la sexta hija de Isaac Newton Hahn, un vendedor de productos secos, y Hannah Hahn, una sufragista de espíritu libre.  Apodada "cariñosamente" Mickey  por su madre por el personaje de la tira cómica de dibujos animados del día llamado Mickey Dooley, con este apodo la conocían sus amigos cercanos y su familia.  En su segundo año de instituto, se trasladaron a Chicago, Illinois.
Por su amor por la lectura y la escritura, se matriculó inicialmente en un programa de arte general en la Universidad de Wisconsin–Madison, pero después decidió cambiar de curso a estudios de ingeniería de minas, después de que la impidieran matricularse en una clase de química que recibían los alumnos de ingeniería.  En sus memorias, No Hurry to Get Home, describe cómo en el programa de ingeniería de minas no hubo nunca ninguna mujer inscrita. Después de que un profesor en su programa de ingeniería de minas dijera que "La mente femenina es incapaz de captar la mecánica o la matemática más elevada o cualquiera de los fundamentos de la minería" en ingeniería, decidió que llegaría a ser una ingeniera de minas. A pesar de la frialdad de la administración y sus compañeros de clase varones,  en 1926 pasó a ser la primera mujer que recibía el grado de Ingeniería Minas en la Universidad de Wisconsin–Madison.  Sus logros académicos fueron el  testamento a su inteligencia y persistencia que su compañero de laboratorio admitió a regañadientes, "¡no eres tan tonta!"
En 1924, con anterioridad a graduarse en la escuela de ingeniería de minas, viajó 2,400 millas (3,900 km) a través de los Estados Unidos en un Modelo T-Ford vestida como un hombre con su amiga, Dorothy Raper. Durante su paso a través de Nuevo México,  escribió sus experiencias de viaje a su cuñado, quién, sin saberlo ella, envió las cartas que le escribió al The New Yorker.  Esto disparó su carrera inicial como escritora. Hahn escribió para The New Yorker de 1929 a 1966.
En 1930 viajó al Congo Belga, donde trabajó para la Cruz Rojay vivió con una  tribu de pigmeos durante dos años, antes de cruzar África Central sola a pie.
Su primer libro, Seductio ad Absurdum: Los Principios y prácticas de la seducción -- El Manual de Un Principiante se publicó en 1930. Es un guiño a  la manera en que los hombres cortejan a las mujeres. Maxim Lieber fue su agente literario, de 1930-1931.

## China y Hong Kong
Sus años en Shanghái, China (de 1935 a la invasión japonesa de Hong Kong en 1941) fueron los más tumultuosos de su vida. Allí se involucró con las figuras más destacadas de Shanghái, como el rico Sir Victor Sassoon, que tenía la costumbre de llevar a cenar consigo a su mascota, un gibón llamado Mr Mills, vestido con un pañal y un pequeño esmoquin.
Apoyándose en su trabajo como escritora para The New Yorker  vivió en un apartamento en el barrio rojo de Shanghái, y llegó a estar relacionada románticamente con el poeta y editor chino Sinmay Zau (en chino tradicional, 邵洵美; pinyin, Shao Xunmei). Él le dio la entrée para que pudiera escribir la  biografía de las famosas hermanas Soong una de las cuales estuvo casada con Sol Yat-sen y la otra con Chiang Kai-shek.
Hahn visitaba con frecuencia la casa de Sinmay, lo que no era nada convencional para una mujer occidental en los años treinta. El Tratado de Bogue  estaba en vigor, y Shanghái era una ciudad dividida en chinos y occidentales al mismo tiempo. Sinmay la introdujo en la práctica de fumar opio, que la llevó  a ser una adicta. Más tarde escribió, "Aunque siempre había querido ser adicta al opio, no puedo asegurar que esa fuera la razón por la que fui a China."
Después de trasladarse a Hong Kong inició una relación con Charles Boxer, jefe local de la inteligecia militar británica. Según un artículo de diciembre de 1944 en el Time Hahn «decidió que necesitaba la estabilidad  de un bebé, pero dudaba si podría tener uno». «¡Qué disparate! [dijo el infelizmente casado mayor Charles Boxer].¡Dejaré que tengas uno !» Carola Milicia Boxer nació en Hong Kong el 17 de octubre de 1941.
Cuando los japoneses entraron en Hong Kong unas semanas después, Boxer fue encarcelado en un campamento para prisioneros de guerra, y Hahn fue retenida para ser interrogada. «¿Por qué?», gritó el jefe de la gendarmería japonesa. «¿Por qué [...] has tenido un niño con el mayor Boxer?» «Porque soy una chica mala», bromeó Hahn. Por suerte para ella, los japoneses respetaron la hoja de servicios de la astuta diplomática.
Como relató en su libro China para mi (1944), fue forzada a dar lecciones de inglés a los oficiales japoneses a cambio de alimentos, y una vez abofeteó al jefe de la inteligencia japonesa en la cara. Él volvió a verla el día antes de que la repatriaran en 1943 y la abofeteó de nuevo. 
"China para mí" fue un éxito de público inmediato. Según Roger Angell de The New Yorker, Hahn «era, realmente, algo raro: una mujer profundamente, casi nacional, en el país en el mundo. Llevada por su curiosidad y energía, ella fue allí e hizo eso, y entonces escribió sobre ello sin aspavientos».

## Inglaterra y regreso a Estados Unidos
En 1945 se casó con Boxer que, durante el tiempo que estuvo apresado por los japoneses, se había divulgado por los medios informativos americanos que había sido decapitado; su reencuentro—cuya historia de amor de la que había sido informado fielmente a través de cartas publicadas de Hahn — mereció titulares de prensa por todo Estados Unidos. Se asentaron en Dorset, Inglaterra en "Conygar", los 48 acres (190,000 m²) propiedad que Boxer había heredado, y en 1948 tuvieron una segunda hija, Amanda Boxer (ahora actriz de televisión y teatro en Londres).
Como la vida familiar le parecía demasiado restrictiva, en 1950 Hahn cogió un apartamento en Ciudad de Nueva York, y visitaba a su marido y sus hijos de vez en cuando en Inglaterra. Continuó escribiendo artículos para The New Yorker, así como las biografías de Aphra Behn, James Brooke, Fanny Burney, Chiang Kai-shek, D. H. Lawrence y Mabel Dodge Luhan. Según su biógrafo Ken Cuthbertson, aunque sus libros siempre recibían críticas favorables, «su versatilidad, que la capacitaba para escribir con autoridad sobre casi cualquier tema, desconcertó a sus editores quienes parecían perdidos en cuanto a cómo promover o comercializar un libro de Emily Hahn.  Ella no encajaba en ninguna de las categorías habituales» porque «pasaba fácilmente ... de un género a otro».
En 1978 publicó Mira Quién está Hablando, que trataba sobre el polémico tema de la comunicación animal-humana (su favorito personalmente entre sus libros de no- ficción);  escribió su último libro Eve y los Simios en 1988 cuando estaba en su década de los ochenta.
Hahn según se dice fue a su oficina en The New Yorker diariamente, justo hasta unos meses antes de que muriera. Fallece el 18 de febrero de 1997 en Saint Vincent's Catholic Medical Center en Manhattan. Murió a los 92 años como complicación de una cirugía por una fractura de fémur.

## Legado
En 1998, el autor canadiense Ken Cuthbertson publicó la biografía Nadie Dijo No Ir: La Vida, amores y aventuras de Emily Hahn. "Nadie dijo no ir" era una de sus frases características.
En 2005 Xiang Meili (nombre dado a Hahn por Sinmay) se publicó en China. Es una mirada hacia atrás en la vida y amores de Hahn en el Shanghái de los años 30.

## Obras
- Seductio ad Absurdum: The Principles and Practices of Seduction—A Beginner's Handbook (1930)
- Beginner's Luck (1931)
- Congo Solo: Misadventures Two Degree North[8] (1933)
- With Naked Foot (1934)
- Affair (1935)
- Steps of the Sun[9] (1940)
- The Soong Sisters[10] (1941, 1970)
- Mr. Pan[11] (1942)[12] (1942)[13]
- China to Me: A Partial Autobiography[14] (1944,[15] 1975, 1988)
- Hong Kong Holiday[16] (1946)
- China: A to Z (1946)
- The Picture Story of China (1946)
- Raffles of Singapore (1946)
- Miss Jill[17] (1947) also as House in Shanghai (1958)
- England to Me (1949)
- A Degree of Prudery: A Biography of Fanny Burney (1950)
- Purple Passage: A Novel About a Lady Both Famous and Fantastic (1950) (published in the UK as Aphra Behn (1951))
- Francie (1951)
- Love Conquers Nothing: A Glandular History of Civilization (1952)
- Francie Again (1953)
- Mary, Queen of Scots (1953)
- James Brooke of Sarawak: A Biography of Sir James Brooke (1953)
- Meet the British (with Charles Roetter and Harford Thomas) (1953)
- The First Book of India (1955)
- Chiang Kai-shek: An Unauthorized Biography[18] (1955)
- Francie Comes Home (1956)
- Spousery (1956)
- Diamond: The Spectacular Story of the Earth's Greatest Treasure and Man's Greatest Greed (1956)
- Leonardo da Vinci (1956)
- Kissing Cousins (1958)
- The Tiger House Party: The Last Days of the Maharajas (1959)
- Aboab: First Rabbi of the Americas (1959)
- Around the World With Nellie Bly (1959)
- June Finds a Way (1960)
- China Only Yesterday, 1850-1950: A Century of Change[19] (1963)[20]
- Indo (1963)
- Africa to Me (1964)
- Romantic Rebels: An Informal History of Bohemianism in America (1967)
- Animal Gardens (1967)
- The Cooking of China (1968)
- Recipes: Chinese Cooking (1968)
- Times and Places (1970, reissued as No Hurry to Get Home[21] 2000)
- Breath of God: A Book About Angels, Demons, Familiars, Elementals and Spirits (1971)
- Fractured Emerald: Ireland (1971)
- On the Side of the Apes: A New look at the Primates, the Men Who Study Them and What They Have Learned (1971)
- Once Upon A Pedestal[22] (1974)
- Lorenzo: D. H. Lawrence and the Women Who Loved Him (1975)
- Mabel: A Biography of Mabel Dodge Luhan (1977)
- Look Who's Talking! New Discoveries in Animal Communications (1978)
- Love of Gold (1980)
- The Islands: America's Imperial Adventures in the Philippines (1981)
- Eve and the Apes (1988)